# ميريت إيت إس الأولى
مريت إتس الأولى أو مريتيتيس الأولى، هي ملكة مصرية قديمة غير حاكمة أو زوجة ملك من الأسرة الرابعة، و العديد من ألقابها معروف من لوحة جنائزية وجدت في الجيزة، وهي زوجة الملك خوفو، و دفنت في هرم الملكات الأوسط في الجيزة المرافق للهرم الأكبر (G1-b).

## سيرتها الذاتية
كانت مريت إتس الأولى ابنة الملك سنفرو و تزوجت من أخيها (نصف الشقيق؟) الملك خوفو. و مع خوفو أصبحت أم ولي العهد كاوعب و ربما ددف رع كذلك. و قد اقترح أن كل من الملكة حتب حرس الثانية و الملك خفرع أبناء للملكة مريت إتس الأولى و خوفو أيضا، ومن الممكن أن الأميرة مريت إتس الثانية كانت ابنة مريت إتس الأولى أيضا.
و سجل أوغست مارييت لوحة في الجيزة حيث يقال فيها أن مريت إتس الأولى المفضلة لكل من سنفرو و خوفو:
زوجة الملك و حبيبته، خادمة حورس ، مريت إتس. زوجة الملك و حبيبته، مريت إتس؛ محبوبة المفضل من السيدتين. ومن تقول الأمر أي أمر على الإطلاق فيصنع لها . العظيمة في التفضيل عن سنفرو؛ عظيمة التفضيل عند خوفو، خادمة حورس، المكرمة تحت خفرع. مريت إتس. [بريستيد]

## ألقابها
و حملت مريت إتس الأولى الألقاب:
- عظيمة صولحان حتس خوفو (المفضلة لدي خوفو).
- عظيمة صولجان حتس سنفرو (المفضلة لدي سنفرو).
- زوجة الملك و حبيبته.
- رفيقة / خادمة / كاهنة حور.
- قرينة المحبوب من السيدتين.[7]

## هرمها
و يعتقد أن الهرم G1b هو قبر الملكة مريت إتس الأولى، و غالبا ما شيدت أهرامات الملكات إلى الجنوب من هرم الملك، ولكن المحجر الموجود إلى الجنوب من هرم خوفو تسبب في تغيير موقع الأهرامات الصغيرة للتحول إلى الشرق. ووضع عالم الآثار ريزنر بناء هرم مريت إتس الأولى في حوالي العام 15 من عهد خوفو. و كان بناء الهرم لها قد بدأ في وقت قريب جدا بعد بناء الهرم G1a. وأهرامات الملكات هي جزء من الحقل الشرقي في الجيزة، والذي يتضمن أيضا بعض المصاطب الملكية.
أما الهرم G1a (إلى الشمال من الثلاثة أهرامات الصغيرة شرق الهرم الأكبر) فقد كان يعتقد في البداية أنه هرم الملكة مريت إتس الأولى ، و لكن يعتقد الآن أنه هرم أم الملك خوفو حتب حرس الأولى. و في الآونة الأخيرة أصبح يعتقد نتيجة الحفريات أن الهرم G1b كان لديه معبد جنائزي صغير و حفرة قارب مرتبطة به. ولكن لم يتم العثور على أي قارب في حفرة القوارب. وتم تزيين المعبد الجنائزي، وتم انتشال شظايا منقوشة من باب كاذب و جدران خلال الحفريات. وتم حفظ ألقاب الملكة في جزء الآن في متحف الفنون الجميلة في بوسطن ( برقم :27.1321). وتشمل الشظايا الأخرى أجزاء من قائمة القرابين، والرجال يجلبون القرابين و الحيوانات، و القوارب يجري التجديف بها.